# Bert-Olav Karlsson
Bert-Olav Karlsson-Broström, född 13 februari 1968, är en svensk före detta professionell ishockeyspelare.
Han startade sin karriär i Bodens BK och tillbringade många säsonger i efterföljaren Bodens IK. Karlsson spelade normalt center eller högerforward, men gjorde också en del matcher som back och då i synnerhet i Elitserien med Luleå HF.  

## Klubbar
- Bodens BK (-1987)
- Bodens IK (1987-1990, 1991-1997, 1999-2003, 2004-2005)
- Södertälje SK (1990-1991)
- Hannover Turtles (1997-1998)
- Luleå HF (1998-1999)
- Skellefteå AIK (2003-2004)